# Vilalta (Guixers)
Vilalta és una masia situada al municipi de Guixers, a la comarca catalana del Solsonès.